# Banco Comercial do Atlântico
El Banco Comercial do Atlântico és un banc de Cap Verd. La seu de l'empresa es troba a Praia, la ciutat més gran, a l'illa de Santiago de Cap Verd. El banc té 23 sucursals i sub-branques repartides entre les nou illes habitades de Cap Verd. El 2000 va introduir els caixers automàtics d'ATM i les targetes de dèbit i ara representa al voltant de la meitat d'ambdós a les illes.

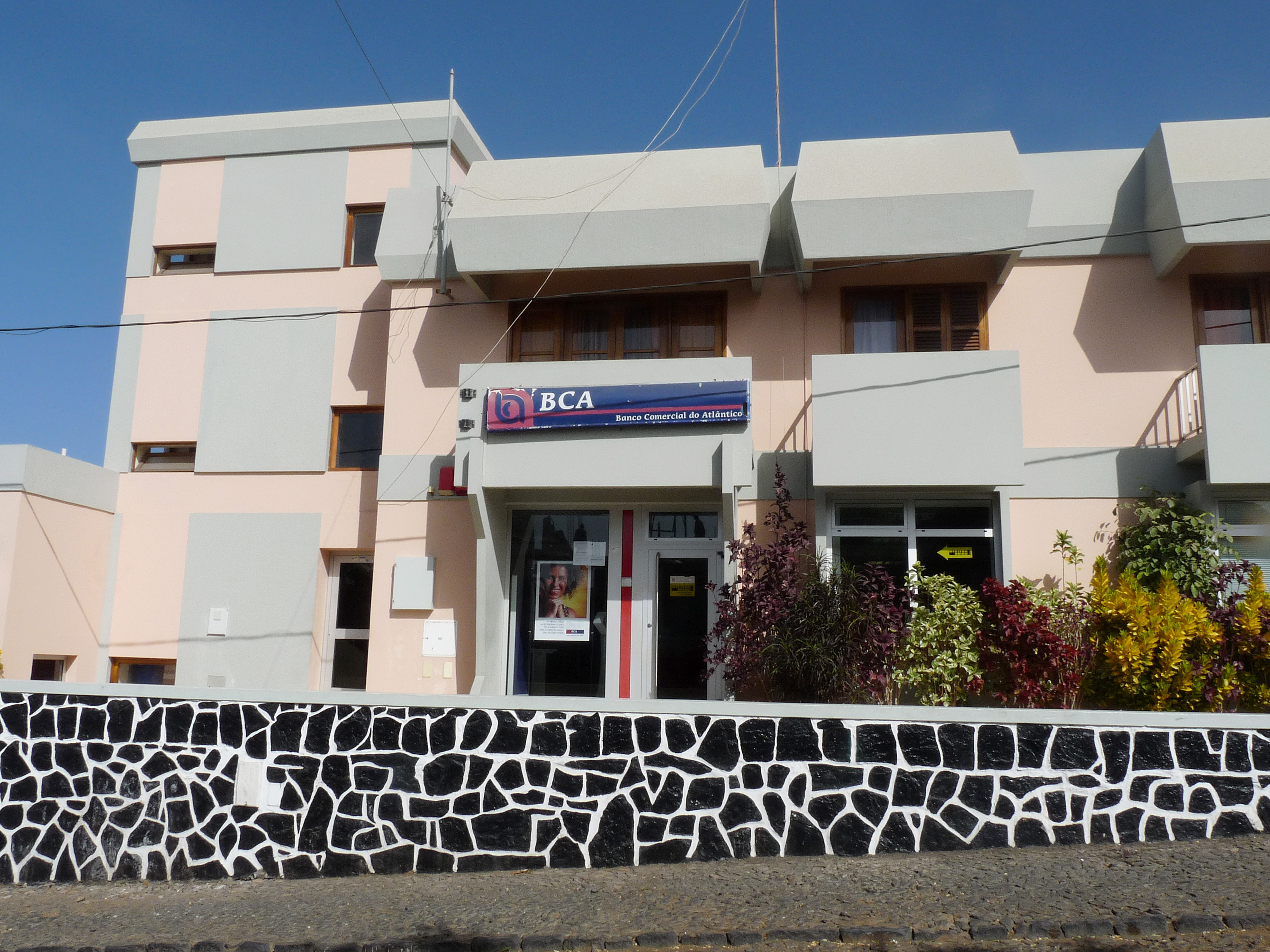
Agència del BCA a São Filipe (Fogo)

## Història
El banc va ser creat l'1 de setembre de 1993 quan el govern va separar les funcions de banc central i de banca comercial comercials del Banc de Cap Verd, que havia estat operant des de 1975. El govern va crear el Banc de Cap Verd mitjançant la nacionalització de les operacions dels bancs colonials i ultramarins portuguesos, el Banco Nacional Ultramarino, que havia establert la seva primera filial a Cap Verd en 1865 i el Banco de Fomento Nacional que havia establert la seva única filial a Mindelo en 1973. El 1998 va començar la privatització del 25 % de l'Atlântico. Actualment Caixa Geral de Depósitos, que va adquirir l'Ultramarino, posseeix un 53% de l'Atlântico; el govern capverdià encara en té el 10%. El banc posseeix el símbol XBVC a la Borsa de Valors de Cap Verd.